# Кордубаново
Кордубаново (укр. Кордубанове) — село,
Глобинский городской совет,
Глобинский район,
Полтавская область,
Украина.
Код КОАТУУ — 5320610101. Население по переписи 2001 года составляло 214 человек.

## Географическое положение
Село Кордубаново находится в 2-х км от села Новомосковское и в 3-х км от села Корещина.

## Экономика
- Молочно-товарная ферма.

## Достопримечательности
- Братская могила советских воинов.